# Rapoula do Côa
Rapoula do Côa is een plaats (freguesia) in de Portugese gemeente Sabugal en telt 249 inwoners (2001).